# Фест, Иоахим
Иоахим Фест (нем. Joachim Fest; 8 декабря 1926, Берлин — 11 сентября 2006, Кронберг) — немецкий историк, журналист и писатель, специалист по нацистской истории. Автор биографии Адольфа Гитлера, увидевшей свет в 1973 году.

## Биография
Иоахим Фест родился в 1926 году в Берлине в семье немецкого учителя (когда мальчику исполнилось 3 года, его отец стал директором школы) и политика Иоганнеса Феста, убеждённого противника национал-социализма. После прихода Гитлера к власти 30 января 1933 года Иоганнес был уволен из школы с последующим запретом любой педагогической деятельности. В своей автобиографии Фест вспоминает, что оказавшись безработным, отец вызвал его к себе в кабинет и попросил записать и запомнить слова из Евангелия от Матфея (30:33): «Пётр сказал Ему в ответ: если и все соблазнятся о Тебе, я никогда не соблазнюсь».
Когда Иоахиму исполнилось 10 лет, он отказался вступить в Гитлерюгенд, в результате чего был исключён из школы. Восемнадцатилетним юношей он принял участие в заключительной фазе войны, затем побывал американском плену. Вернувшись домой, Фест, имевший уже завершённое гимназическое образование, стал изучать юриспруденцию, социологию, германистику, литературу и историю во Фрайбургском, Франкфуртском и Берлинском университетах. Получив таким образом разностороннее гуманитарное образование, он выбрал профессию журналиста. В начале 1950-х годов Фест примкнул к Молодёжному союзу и стал активно участвовать в деятельности берлинского отделения Христианско-демократического союза. 
Вскоре Фест был взят в штат Северо-Германского радио, где в 1963—1968 годах занимал должность главного редактора. Затем Феста пригласили на должность журналиста одной из самых влиятельных западногерманских газет — «Frankfurter Allgemeine Zeitung», а уже в 1973 году он стал редактором этой газеты.

### Биография Гитлера
В этом же году увидела свет его фундаментальная биография Адольфа Гитлера. Это было первое всеобъемлющие жизнеописание нацистского диктатора со времен Алана Буллока «Гитлер. Исследование тирании» (1952 год) и второе, — написанное на немецком языке, после Конрада Гейдена «Фюрер» (1936 год).
Труд Феста был элементом мощной «гитлеровской волны», нахлынувшей на Запад в середине семидесятых. К началу 1974 года в ФРГ было продано полмиллиона экземпляров, во Франции — 200 тысяч. Книга успешно продавалась в Европе и США, вышло много изданий в разных странах и на разных языках (на русском языке книга была издана в 1993 году).
Книга была положительно оценена историками. Например, известный немецкий историк и политолог Карл Брахер считал, что написанная Фестом биография Гитлера «значительно превосходит все предшествующие и по объёму, и по широте трактовки». Труд Феста уникален по глубине проникновения в мотивацию поведения и деятельности Гитлера, а его фактологическая основа поистине фундаментальна, но главное для автора все же не описание, а понимание. Кроме того, в книге Феста с подлинным интеллектуальным блеском был раскрыт характер взаимосвязи Гитлера с его эпохой. И хотя в центре монографии — личность Гитлера, его внутренний мир, мотивация поведения и поступков, отправным пунктом исследования является эпоха.

### Позднейшая деятельность
В 1977 году Иоахим Фест срежиссировал фильм «Гитлер. История одной карьеры», после чего на автора посыпались обвинения в прославлении нацистского режима и его фюрера.
С 1993 года Иоахим Фест отошёл от редакторской работы и полностью сосредоточился на литературной деятельности. В следующем году в честь пятидесятилетия операции «Валькирия» вышел его труд о немецком Движении Сопротивления нацистскому режиму в 1933—1945 годах. Эта монография ознаменовала частичный пересмотр его более раннего сурового приговора всему немецкому народу. В книге признавалось, что многие немцы боролись против нацистского режима, однако подавляющее большинство все же сознательно отказывалось принимать правду и, приспособившись, плыло по течению до тех пор, пока не стало слишком поздно.
В 2004 году Иоахим Фест был консультантом немецкого режиссёра Оливера Хиршбигеля во время съёмок фильма «Бункер», повествующего о последних днях Третьего рейха.
Иоахим Фест умер 11 сентября 2006 года в своём доме в Кронберге, неподалёку от Франкфурта-на-Майне, и был погребён несколько дней спустя в Берлине рядом с могилой своих родителей. Через несколько месяцев в этом же году посмертно была опубликована его автобиография.

## Признание
- Премия имени Томаса Манна (за книгу об отношении братьев Маннов к политике), 1981
- Премия Эдуарда Рейна, 1999
- Премия Эрхарда (за биографическое исследование), 2003
- Премия Ойгена Больца (за раскрытие роли немецкого Сопротивления), 2004
- В 1981 году он стал почётным доктором истории Штутгартского университета.

## Труды
- «История Третьего рейха. Профиль тоталитарного общества» (Das Gesicht des Dritten Reiches. Profile einer totalitaren Gesellschaft, 1963)
- «Гитлер. Биография» («Hitler. Eine Biographie» , 1973)
- «Шпеер. Биография» (Speer. Eine Biographic, 1999)
- «Падение. Гитлер и крах Третьего рейха» (Der Untergang. Hitler und das Ende des Dritten Reiches, 2002). По мотивам этой книги режиссёр Оливер Хиршбигель поставил художественный фильм «Бункер».